# Arbeit (Physik)
Die physikalische Größe Arbeit erfasst die Energie, die durch die Einwirkung einer Kraft entlang eines Weges von einem physikalischen System aufgenommen oder abgegeben wird. Im einfachsten Fall wird sie mithilfe der Gleichung {\displaystyle W=F\cdot s} oder Arbeit ist gleich Kraft mal Weg berechnet (das Formelzeichen {\displaystyle W} lehnt sich an englisch work an).
Dabei wirkt die Kraft {\displaystyle F} auf einen Körper, der in Richtung dieser Kraft eine Strecke der Länge {\displaystyle s} zurücklegt. Wirkt eine Kraft nicht genau parallel zum Weg, ist für die Berechnung der Arbeit nur die zum Weg parallele Komponente zu berücksichtigen. Diese physikalische Definition entspricht auch der umgangssprachlichen Bedeutung von mechanischer Arbeit und ist auf alle mechanischen Vorgänge anwendbar, beim gleichzeitigen Einwirken mehrerer Kräfte auch für jede Kraft einzeln. Falls die Kraft {\displaystyle {\vec {F}}({\vec {s}})} nicht konstant ist, sondern vom Ort abhängt und falls der Weg keiner Geraden folgt, gilt die genannte Formel nur für infinitesimal kleine Wegabschnitte {\displaystyle \mathrm {d} {\vec {s}}}, über die dann integriert werden muss: {\displaystyle W=\int {\vec {F}}({\vec {s}})\cdot \mathrm {d} {\vec {s}}}. 
Einem Körper, der durch eine Kraft bewegt wird, wird eine Energiemenge {\displaystyle W} zugeführt, die gleichzeitig dem physikalischen System entzogen wird, das die Kraft hervorbringt (mechanischer Energieerhaltungssatz). In der Thermodynamik kommt die Wärme {\displaystyle Q} als weitere Möglichkeit des Energietransfers ohne Krafteinwirkung hinzu. Hier gilt für die Änderung des Energieinhalts eines geschlossenen thermodynamischen Systems {\displaystyle \Delta E=W+Q} (allgemeiner Energieerhaltungssatz). Sowohl Arbeit als auch Wärme sind Prozessgrößen.
Dimension und SI-Einheit (Joule, {\displaystyle 1\,\mathrm {J} =1\,\mathrm {N\,m} =1\,\mathrm {W\,s} }) sind für Arbeit, Wärme und Energie gleich. Negative Werte zeigen an, dass das System Arbeit verrichtet, also Energie abgegeben hat. Ein System mit einer konstanten mechanischen Leistung {\displaystyle P} verrichtet in der Zeitspanne {\displaystyle t} die Arbeit {\displaystyle |W|=P\cdot t}.

## Arbeit und Kraft

### Einführung
Eine anschauliche Bedeutung der physikalischen Größe Arbeit ist die „Mühe“, die man beim Anheben eines schweren Gegenstandes hat. Zwar kann man sich diese Aufgabe scheinbar erleichtern, indem man eine schiefe Ebene, einen Flaschenzug, einen Hydraulikheber oder ein ähnliches Hilfsmittel verwendet. Derlei Hilfsmittel werden Kraftwandler genannt, denn durch sie wird die erforderliche Kraft tatsächlich geringer. Dies erkauft man sich jedoch damit, dass der Punkt, an dem die Kraft angreift, über eine weitere Strecke bewegt werden muss. Beispielsweise ist der geneigte Weg auf der schiefen Ebene länger als die Höhendifferenz, um die der Gegenstand gehoben wird. Wenn man von Reibung und ähnlichen Störeinflüssen absieht, zeigt sich, dass die Strecke um denselben Faktor zunimmt, um den die Kraft verringert wird (siehe Goldene Regel der Mechanik). Das Produkt „Kraft mal Weg“ ist also in allen Fällen gleich.
Daher erscheint es sinnvoll, eine physikalische Größe zu definieren, die diesen Arbeitsaufwand unabhängig von der angewendeten Methode beziffert. Diese Größe erhält die Bezeichnung Arbeit mit der Berechnungsgleichung:
{\displaystyle W=Fs}
Hierbei ist {\displaystyle W} die Arbeit, {\displaystyle F} die Kraft und {\displaystyle s} die zurückgelegte Strecke. (Zunächst wird vorausgesetzt, dass die Kraft konstant ist und in die Bewegungsrichtung zeigt. Eine allgemeinere Definition folgt weiter unten).
Die Einheit der Arbeit ergibt sich aus der Definitionsgleichung:
{\displaystyle [W]=[F][s]=1\,\mathrm {N\cdot m} =1\,\mathrm {J\,(Joule)} }
(Anmerkung: Formal gleicht die Einheit der Arbeit derjenigen des Drehmoments: „Newtonmeter“. Dennoch dürfen die Begriffe nicht gleichgesetzt werden: Bei gleicher Länge der Strecke zählt für die Arbeit nur die dazu parallele Kraftkomponente, beim Drehmoment nur die orthogonale.)
Die Arbeit hat somit die Dimension der Energie.
Weitere Präzisierung ergibt:
- Ohne dass der Angriffspunkt der Kraft einen Weg zurücklegt, ist {\displaystyle W=0}, d. h. es wird keine mechanische Arbeit geleistet (zum Beispiel nicht von der ruhenden Unterlage, wenn sie ein ruhendes Gewicht einfach trägt).
- Wird der Weg in mehreren Teilstücken zurückgelegt, ist die Summe der entsprechenden Teilarbeiten, unabhängig von der getroffenen Aufteilung, immer dieselbe Arbeit {\displaystyle W}.
- Lässt man die Kraft mit einer anderen Richtung als der (jeweils momentanen) Bewegungsrichtung des Angriffspunkts einwirken, zählt für die Arbeit nur die zum Weg parallele Kraftkomponente. Sind Kraft und Weg rechtwinklig zueinander, so ist die Arbeit {\displaystyle W=0} (z. B. wird keine Arbeit gegen die Schwerkraft geleistet, wenn ein Kofferroller horizontal gerollt wird). Ist diese Kraftkomponente der Bewegung entgegengerichtet, ist die Arbeit negativ zu nehmen. Dann wird dem System, auf das die Kraft wirkt, nicht Energie zugeführt, sondern entzogen.

Zur Alltagserfahrung der körperlichen Arbeit bestehen manche Unterschiede:
- Schon beim bloßen Halten eines schweren Gegenstands ermüden die Muskeln, obwohl hier keine Arbeit im physikalischen Sinne verrichtet wird.
- Das Aufteilen eines Wegs in mehrere Stücke kann die gefühlte Mühe erheblich reduzieren.

Die Unterschiede erklären sich dadurch, dass allein das Hervorbringen von Muskelkraft im Körper (chemische) Energie kostet.

### Beispiele
- Beschleunigungsarbeit: Eine U-Bahn wird auf einer Strecke von 100 m durch die konstante Kraft von 60 kN beschleunigt. Die Arbeit, die von den Antriebsmotoren verrichtet wird, beträgt {\displaystyle W=F\cdot s=60\,\mathrm {kN} \cdot 100\,\mathrm {m} =6000\,\mathrm {kJ} }. Die kinetische Energie der Bahn nimmt um den Energiebetrag {\displaystyle 6000\,\mathrm {kJ} } zu.
- Hubarbeit: Ein Kran hebt auf einer Baustelle eine Palette mit Steinen von 500 kg auf das Dach in 10 m Höhe. Die Gewichtskraft beträgt {\displaystyle G=mg=500\,\mathrm {kg} \cdot 9{,}81\,\mathrm {ms^{-2}} \approx 5000\,\mathrm {N} } Dabei verrichtet der Kran eine Arbeit von {\displaystyle W=Gh=5000\,\mathrm {N} \cdot 10\,\mathrm {m} =50\,\mathrm {kJ} }. Die potentielle Energie der Steine nimmt dabei um {\displaystyle 50\,\mathrm {kJ} } zu.
- Beschleunigungsarbeit: Reißt in 10 m Höhe das Seil des Krans, fällt die Palette in beschleunigter Bewegung um {\displaystyle h=10\,\mathrm {m} } nach unten. Die Gewichtskraft {\displaystyle G} verrichtet dann die Beschleunigungsarbeit {\displaystyle W=Gh=50\,\mathrm {kJ} }.

### Allgemeine Definition der mechanischen Arbeit
Eine mechanische Arbeit ist immer gegeben, wenn ein Körper einen Weg zurücklegt und dabei eine Kraft auf ihn wirkt. Es kommt dabei nicht darauf an, ob die Kraft dafür ursächlich ist, dass der Körper den Weg zurücklegt.
Haben Kraft und Weg nicht dieselbe Richtung, sondern schließen einen Winkel {\displaystyle \alpha } (mit {\displaystyle 0^{\circ }\leq \alpha \leq 180^{\circ }}) ein, dann ist nur die zum Weg parallel gerichtete Komponente {\displaystyle |{\vec {F}}|\cos \alpha } der Kraft {\displaystyle {\vec {F}}} zu berücksichtigen, oder – mit gleichem Ergebnis – die zur Kraft parallele Komponente des Wegs. Die von der Kraft {\displaystyle {\vec {F}}} verrichtete oder zugeführte Arbeit ist daher durch das Skalarprodukt aus Kraft {\displaystyle {\vec {F}}} und Weg {\displaystyle {\vec {s}}} gegeben:
{\displaystyle W=|{\vec {F}}||\Delta {\vec {s}}|\cos \alpha ={\vec {F}}\cdot \Delta {\vec {s}}.}
Die verrichtete Arbeit {\displaystyle W} ist positiv, wenn {\displaystyle \alpha <90^{\circ }} ist, die Kraft also eher in Richtung der Bewegung weist. {\displaystyle W} ist negativ, wenn die Kraft der Bewegung eher entgegen gerichtet ist ({\displaystyle \alpha >90^{\circ }}), und Null, wenn sie im rechten Winkel zur Bewegungsrichtung wirkt. Wenn die Arbeit positiv ist, wird dem Körper Energie zugeführt. Ist sie negativ, bedeutet das, dass der betrachtete Körper an das System, das die Kraft {\displaystyle {\vec {F}}} auf ihn ausübt, die Energie {\displaystyle |W|} abgibt.
Besteht der Weg aus verschiedenen Teilstücken, sind die entsprechenden Teilarbeiten längs der einzelnen Wegstücke zu addieren. Wenn die Kraftkomponente {\displaystyle |{\vec {F}}|\cos \alpha } längs des Wegs nicht konstant ist, denkt man sich den Weg in genügend kleine Stücke mit jeweils konstantem Wert von {\displaystyle |{\vec {F}}|\cos \alpha } aufgeteilt und alle Beiträge zur Arbeit summiert. Das führt auf die allgemeine Formel für die mechanische Arbeit in Form eines Weg- oder Kurvenintegrals:
{\displaystyle W=\int _{\cal {C}}\mathrm {d} W=\int _{P_{1},\,{\cal {C}}}^{P_{2}}{\vec {F}}({\vec {s}})\cdot \mathrm {d} {\vec {s}}.}
Dabei ist {\displaystyle {\cal {C}}} die Kurve ({\displaystyle {\cal {C}}} für englisch curve), entlang der sich der Körper vom Anfangspunkt {\displaystyle P_{1}} bis zum Endpunkt {\displaystyle P_{2}} bewegt.
Ist die Kurve durch einen Weg parametrisiert, {\displaystyle {\vec {s}}={\vec {s}}(t)}, so schreibt sich das Integral als
{\displaystyle W=\int _{t_{1}}^{t_{2}}{\vec {F}}({\vec {s}}(t))\cdot {\frac {\mathrm {d} {\vec {s}}}{\mathrm {d} t}}\,\mathrm {d} t.}
Wirken mehrere Kräfte {\displaystyle {\vec {F}}_{i}} auf einen Körper ein, so kann die Gleichung zur Berechnung der Arbeit auf eine einzelne davon angewendet werden. Die insgesamt von der resultierenden Kraft {\displaystyle {\vec {F}}_{\text{res.}}=\Sigma {\vec {F}}_{i}} verrichtete Arbeit {\displaystyle W_{\text{ges.}}} ist dann die Summe aller Einzelarbeiten {\displaystyle W_{i}}:
{\displaystyle \sum _{i}W_{i}=\sum _{i}({\vec {F}}_{i}\cdot \Delta {\vec {s}})=\left[\sum _{i}{\vec {F}}_{i}\right]\cdot \Delta {\vec {s}}={\vec {F}}_{\text{res.}}\cdot \Delta {\vec {s}}=W_{\text{ges.}}}
Bei der Berechnung der Gesamtarbeit kann das Ergebnis unter Umständen der Intuition widersprechen. Ist zum Beispiel beim freien Fall um eine Strecke {\displaystyle s} noch unmittelbar verständlich, dass die Gewichtskraft {\displaystyle mg} die Arbeit {\displaystyle mgs} leistet, welche sich in der kinetischen Energie des Körpers wiederfindet, so ist beim Anheben die Gesamtarbeit {\displaystyle W_{\text{ges.}}=0}, wenn man außer der Schwerkraft auch die entgegengesetzt gleich große Hubkraft mitrechnet. Denn die Gesamtkraft aus Gewicht und Hubkraft ist (beim langsamen Anheben) Null: {\displaystyle {\vec {F}}_{\text{res.}}={\vec {F}}_{\text{Gewicht}}+{\vec {F}}_{\text{Hub}}={\vec {0}}}. Wenn also beide Kräfte berücksichtigt werden, verbleibt die dem Anheber entzogene Energie {\displaystyle mgs} nicht beim Körper, sondern wird vollständig ans Schwerefeld weitergegeben. Das schlägt sich nun in der Erhöhung der potentiellen Energie des angehobenen Körpers nieder, die keine isolierbare Eigenschaft des Körpers allein ist, sondern eine Eigenschaft des Systems aus Körper und Schwerefeld. Eine systematische Behandlung und Auflösung solcher intuitiver Schwierigkeiten gelingt mit dem zweiten in der Einleitung genannten Arbeitsbegriff, der genau definierte Systemgrenzen voraussetzt.

## Zusammenhang mit der Energieerhaltung
Wenn man von der Grundgleichung der Mechanik
{\displaystyle {\vec {F}}=m{\vec {a}}}
ausgeht und entlang eines vom Körper zurückgelegten Weges von {\displaystyle {\vec {r}}_{1}} nach {\displaystyle {\vec {r}}_{2}} integriert, so erhält man
{\displaystyle \int _{{\vec {r}}_{1}}^{{\vec {r}}_{2}}{\vec {F}}\cdot \mathrm {d} {\vec {s}}=m\int _{{\vec {r}}_{1}}^{{\vec {r}}_{2}}{\vec {a}}\cdot \mathrm {d} {\vec {s}}={\frac {1}{2}}m(v_{2}^{2}-v_{1}^{2})}
Die linke Seite ist die Arbeit {\displaystyle W}, die durch die Kraft {\displaystyle {\vec {F}}} an der Masse verrichtet wird, bzw. (falls {\displaystyle W<0}) die der Körper gegen die Kraft leistet, wobei er verlangsamt wird. {\displaystyle v_{1},v_{2}} sind die Geschwindigkeiten des Körpers am Anfang und am Ende, die rechte Seite ist also die Änderung der kinetischen Energie {\displaystyle T} des Körpers. Diese Beziehung lässt sich im Arbeitssatz zusammenfassen:
{\displaystyle W=\Delta T}.
Falls sich die Kraft aus einem Potentialfeld ableiten lässt ({\displaystyle {\vec {F}}=-\nabla V}) – man spricht dann von einer konservativen Kraft – entspricht die verrichtete Arbeit gerade der (negativen) Änderung der potentiellen Energie:
{\displaystyle W=-\Delta V}
Es gilt also {\displaystyle \Delta T+\Delta V=0} oder {\displaystyle E=T+V=\mathrm {konst.} }. Das ist der Energieerhaltungssatz für einen Massenpunkt im konservativen Kraftfeld.
Des Weiteren kann die Kraft auch Formänderungen eines elastischen Körpers bewirken, die dabei geleistete Arbeit schlägt sich dann als Änderung der Formänderungsenergie {\displaystyle \Pi } nieder:
{\displaystyle W=\Delta \Pi }
Der mechanische Energieerhaltungssatz für elastische Körper in einem konservativen Kraftfeld.
ergibt {\displaystyle \Delta T+\Delta \Pi +\Delta V=0}, also die Beziehung
{\displaystyle T+V+\Pi ={\text{konst.}}}
Die Arbeit, die ein konservatives Kraftfeld an einem elastischen Körper leistet, verändert seine kinetische, potentielle und Formänderungsenergie, nicht aber seine Gesamtenergie.
Es kann auch sein, dass durch die Arbeit {\displaystyle W} alle drei Energieformen geändert werden. Das ist dann gegeben, wenn die einwirkende Kraft {\displaystyle {\vec {F}}} die aus dem Potential abgeleitete Kraft {\displaystyle {\vec {F}}_{\mathrm {Feld} }=-\nabla V} nicht kompensiert (wie z. B. bei einer startenden Rakete). Dann ist die Summe beider Kräfte {\displaystyle {\vec {F}}_{\mathrm {res} }={\vec {F}}+{\vec {F}}_{\mathrm {Feld} }} nicht Null, sondern eine resultierende Kraft, die zu einer Beschleunigung und/oder Formänderung führt und damit die kinetische und Formänderungsenergie um soviel ändert, wie die von {\displaystyle {\vec {F}}_{\mathrm {res} }} geleistete Arbeit angibt. Der mechanische Energieerhaltungssatz lautet dann
{\displaystyle W=\Delta T+\Delta \Pi +\Delta V}

### Arbeit als Energietransfer durch Systemgrenzen
Betrachtet man ein System, das aus mehreren Körpern besteht, so kann man bei den Kräften zwischen inneren und äußeren Kräften unterscheiden. Innere Kräfte sind solche, die paarweise zwischen zwei Körpern des Systems wirken, wobei das dritte newtonsche Gesetz gilt. Bei äußeren Kräften befindet sich einer der beiden Körper, die miteinander wechselwirken, außerhalb der Systemgrenzen, und die Kraft bewirkt eine Änderung mindestens eines äußeren Parameters des Systems: z. B. Position und Orientierung des Systems in einem äußeren Feld, Größe und Form der räumlichen Ausdehnung, Stärke und Richtung eines im System herrschenden elektrischen oder magnetischen Felds. Demgegenüber schließt der allgemeine Begriff von Arbeit auch mit ein, wenn die Energie eines Systems durch Übertragung von Materie von einem zweiten System verändert wird. Dies kann auch durch eine chemische Reaktion zwischen verschiedenen im System vorhandenen Stoffen geschehen, wobei jeder Stoff wie ein eigenes System behandelt wird. Der betreffende Beitrag zur Änderung {\displaystyle \Delta U} der inneren Energie wird als Reaktionsenergie oder zuweilen als chemische Arbeit bezeichnet.
Nehmen wir an, dass alle inneren Kräfte konservative Kräfte sind, also sich wie oben beschrieben aus Potentialfeldern ableiten lassen, dann bewirkt die Arbeit aller inneren Kräfte eine Änderung der gesamten potentiellen Energie des Systems: {\displaystyle W_{\text{int.}}=-\Delta V}. Nach dem oben erwähnten Arbeitssatz bewirkt aber die Arbeit aller Kräfte eine Änderung der kinetischen Energie: {\displaystyle W_{\text{alle}}=\Delta T}. Daraus folgt für die Arbeit der äußeren Kräfte:
{\displaystyle W_{\text{ext.}}=W_{\text{alle}}-W_{\text{int.}}=\Delta T+\Delta V=\Delta E}
In Worten: Die Arbeit, die von äußeren Kräften an dem System verrichtet wird, bewirkt eine Veränderung der gesamten Energie des Systems. Daraus ergibt sich die Vorstellung, dass Arbeit als Energiezufuhr mittels äußerer Kräfte verstanden werden kann.

### Beispiele

#### Arbeit im Schwerefeld
Nach der rein mechanischen Definition gilt: wenn ein Körper der Masse {\displaystyle m} um die Höhendifferenz {\displaystyle h} absinkt, verrichtet die Schwerkraft die Arbeit {\displaystyle W=mgh}. Ob er dabei z. B. frei fällt (Beschleunigungsarbeit), eine schiefe Ebene hinunter gleitet (Reibungsarbeit) oder über einen Hebel eine andere Last anhebt, ist für die Berechnung der Arbeit {\displaystyle W} unerheblich.
Diese Aussagen erhält man aber nur dann, wenn man die Schwerkraft als äußere Kraft betrachtet. Sie gehört nicht zum System, sondern wirkt auf das vom Körper gebildete System ein. Dieses System für sich ist dann gekennzeichnet durch die Masse und die Höhenkoordinate des Körpers, aber nicht durch die potenzielle Energie im Schwerefeld {\displaystyle g} oder die Schwerkraft. Ändert sich die Höhenkoordinate um {\displaystyle h}, leistet die äußere Kraft {\displaystyle mg} an diesem System die Arbeit {\displaystyle W=mgh}. Schließt man dagegen Schwerkraft und potenzielle Energie mit in das betrachtete System ein, handelt es sich beim Fallen um einen inneren Prozess, bei dem potenzielle Energie in kinetische umgewandelt wird, aber keine Arbeit verrichtet wird. Bei den Beispielen mit Gleiten und Hebelanwendung kommt es bei der Bestimmung der Arbeit darauf an, ob man die schiefe Unterlage bzw. den anderen Hebelarm als Teil des Systems betrachtet oder nicht.
Wird das Gewichtsstück von der äußeren Kraft {\displaystyle {\vec {F}}=-m{\vec {g}}} (also mit konstanter Geschwindigkeit) gehoben, so wird die Arbeit {\displaystyle W=mgh} an ihm verrichtet. 

#### Arbeit beim Tauchsieder
Ein stromdurchflossener Tauchsieder erhitzt das umgebende Wasser. Legt man als Systemgrenze die ins Wasser getauchte Oberfläche des Tauchsieders fest, dann wird hierdurch nur Wärme übertragen. Die dem Wasser zugeführte Wärme erhöht dort die innere Energie, was sich (gemäß der Zustandsgleichung von Wasser) vor allem durch Temperaturerhöhung ausdrückt und nur in vernachlässigbarem Ausmaß als Volumenarbeit durch Wärmeausdehnung. Legt man die Systemgrenze aber in die Steckdose, dann wird dort elektrische Arbeit übertragen. Diese erhöht im Tauchsieder die innere Energie, was wiederum (bis auf die Wärmeausdehnung) eine Erhöhung der Temperatur bedeutet. Die Frage, ob beim Wasserkochen mit dem Tauchsieder Wärme übertragen oder Arbeit verrichtet wird, ist daher ohne vorherige Vereinbarung über die Systemgrenze nicht zu beantworten.

## Spezialfälle
- Hubarbeit: Arbeit, die an einem ruhenden Körper der Masse {\displaystyle m} verrichtet werden muss, um ihn im homogenen Schwerefeld mit Fallbeschleunigung {\displaystyle g} um die Hubhöhe {\displaystyle h} zu heben

Die zum Heben benötigte Kraft beträgt (entgegen der Schwerkraft): {\displaystyle F=mg},
Die zurückgelegte Strecke {\displaystyle s} entspricht der Höhe {\displaystyle h}.
Damit beträgt die geleistete Hubarbeit: {\displaystyle W=Fs=mgh.}
- Arbeit bei Drehbewegung: Bei einer Drehbewegung unter Einwirkung eines Drehmoments ist die mechanische Arbeit {\displaystyle W=M\Delta \varphi }, wobei {\displaystyle M} das Drehmoment auf den Körper bezeichnet und {\displaystyle \Delta \varphi } den Winkel (im Bogenmaß), um den er gedreht wird. Die Formel ergibt sich aus {\displaystyle W=Fs}, wenn die Kraft im Abstand {\displaystyle r} von der Drehachse das Drehmoment {\displaystyle M=Fr} erzeugt und ihr Angriffspunkt auf dem Kreis den Bogen {\displaystyle s=r\Delta \varphi } zurücklegt.

- Spannarbeit, auch Federarbeit, um eine zunächst ungespannte Feder um die Strecke {\displaystyle s} zu dehnen:

Die (Spann-)Kraft einer Feder der Federkonstante {\displaystyle D} beträgt bei der Federdehnung {\displaystyle x}: {\displaystyle F(x)=Dx}.
Da die Kraft längs des Weges nicht konstant ist, tritt an Stelle des Produkts {\displaystyle W=Fs} das Integral {\displaystyle W=\int _{0}^{s}F(x)\,\mathrm {d} x}.
Damit beträgt die verrichtete Spannarbeit: {\displaystyle W=\int _{0}^{s}Dx\,\mathrm {d} x={\tfrac {1}{2}}\,Ds^{2}}.
- Beschleunigungsarbeit: Ein Körper der Masse {\displaystyle m} mit der Geschwindigkeit {\displaystyle v_{0}} wird auf eine Geschwindigkeit {\displaystyle v} beschleunigt und legt dabei eine Strecke {\displaystyle s} zurück. Seine kinetische Energie ändert sich dabei um {\displaystyle \Delta E_{\text{kin}}}:

{\displaystyle W=\Delta E_{\text{kin}}={\tfrac {1}{2}}\,m\,v^{2}-{\tfrac {1}{2}}\,m\,v_{0}^{2}={\tfrac {1}{2}}\,m\,(v^{2}-v_{0}^{2}).}
Die Formel ergibt sich aus {\displaystyle W=F\,s}, weil die Kraft {\displaystyle F} am Körper die Beschleunigung {\displaystyle {\tfrac {F}{m}}} erzeugt und zum Erreichen der Endgeschwindigkeit {\displaystyle v} eine Zeit {\displaystyle \Delta t={\tfrac {m}{F}}\,(v-v_{0})} einwirken muss. Währenddessen legt der Körper die Strecke {\displaystyle s=v_{0}\,\Delta t+{\tfrac {1}{2}}{\tfrac {F}{m}}\,\Delta t^{2}} zurück.
- Volumenarbeit oder Kompressionsarbeit: Arbeit, die an einem Gas verrichtet werden muss, um es vom Volumen {\displaystyle V_{1}} auf das Volumen {\displaystyle V_{2}} zu verdichten:

{\displaystyle W=-\int _{V_{1}}^{V_{2}}p\,\mathrm {d} V.}
Das negative Vorzeichen stammt daher, dass die Kraft auf die Fläche {\displaystyle A} des Kolbens {\displaystyle F=-p\,A} dem Binnendruck des Gases entgegengesetzt sein muss. Der Druck {\displaystyle p} kann (je nach Art der Zustandsänderung) variabel oder konstant sein.
Bei konstantem Druck wird daraus die Druck-Volumen-Arbeit, z. B. bei der Förderung eines Flüssigkeitsvolumens {\displaystyle V} gegen einen konstanten Druck.
{\displaystyle W=p\,V\,.}
- Verformungsarbeit: Arbeit, die von einer äußeren Kraft verrichtet wird, wenn sie einen Körper verformt.

- Elektrische Arbeit: Um die Ladungsmenge {\displaystyle Q} von einem Punkt zu einem anderen zu bewegen, zwischen welchen die Elektrische Spannung {\displaystyle U} herrscht, muss die Arbeit

{\displaystyle W=-\,Q\,U}
verrichtet werden. Die Formel ergibt sich aus {\displaystyle W=F\,s}, weil {\displaystyle F=-\,Q\,{\tfrac {U}{s}}} (wenn das elektrische Feld direkt vom Anfangs- zum Endpunkt weist).
- Magnetische Arbeit: Wenn sich in einem Magnetfeld {\displaystyle {\vec {B}}} ein magnetischer Dipol {\displaystyle {\vec {m}}} befindet, muss am Dipol bei Erhöhung des Magnetfelds die Arbeit

{\displaystyle W=-{\vec {m}}\cdot \Delta {\vec {B}}}
verrichtet werden.
- Reibungsarbeit: Produkt aus Reibungskraft und Weg, also {\displaystyle W=F_{\text{Reib}}\,s}. Es handelt sich um eine mechanische Arbeit, die an dem Material der beiden reibenden Flächen und gegebenenfalls dem Schmiermittel geleistet wird. Die zugeführte Energie verteilt sich durch Abrieb und Dissipation meist so schnell, dass sie nur als Erhöhung der inneren Energie des Materials in Erscheinung tritt, also wie Wärmezufuhr (und zum Teil Oberflächenarbeit) wirkt.[10] Nur dieses Endergebnis ist verträglich mit der umgangssprachlichen Redeweise „Reibung verursacht Wärme“, wenn man hier den physikalischen Begriff von Wärme als einer durch Temperaturdifferenzen bewirkten Energiezufuhr meint.

- Oberflächenarbeit: Um eine Oberfläche {\displaystyle A}, in der die Oberflächenspannung {\displaystyle \sigma } herrscht, um {\displaystyle \Delta A} zu vergrößern, ist die Arbeit

{\displaystyle W_{\text{A}}=\sigma \Delta A} zu verrichten. Zur Herleitung der Formel siehe Oberflächenspannung#Mechanische Definition.
- Ein Beispiel aus der Physiologie: Die Herzarbeit setzt sich aus der Druck-Volumen-Arbeit und der Beschleunigungsarbeit durch Addition der Arbeit der beiden Ventrikel zusammen.[11][12]

- Zwangskräfte leisten (sofern sie nicht explizit von der Zeit abhängen) keine Arbeit, weil sie stets orthogonal zur Bahnkurve gerichtet sind.

## Entwicklung des Begriffs

### Mechanische Arbeit
Der mechanische Arbeitsbegriff entwickelte sich aus dem Studium der Kraftübertragung mit Hebeln, Seilen und Rollen. Man beobachtete dabei schon im Altertum, dass eine bestimmte schwere Last durch verschieden große Kräfte im Gleichgewicht gehalten werden kann, wenn diese mittels eines Kraftwandlers (Hebel, Flaschenzug oder die schiefe Ebene) auf die Last wirken. Zur Ermittlung der jeweils nötigen Kraft setzte man das Produkt aus der Kraft und der Strecke, die der Angriffspunkt der Kraft bei einem Anheben der Last zurücklegen müsste, mit dem entsprechenden Produkt aufseiten der Last gleich. In moderner Ausdrucksweise setzte man damit die Gesamtarbeit bei einer virtuellen Verschiebung gleich null. Der eigentliche Begriff und Name der mechanischen Arbeit  – französisch travail – wurde im Sinne seiner heutigen Definition zuerst von den Franzosen Gaspard Gustave de Coriolis und Jean-Victor Poncelet benutzt und zwar seit 1826 in Publikationen mit dem Ziel, die Funktion technischer Anlagen mit Hilfe der Gesetze der Mechanik genauer zu beschreiben und zu optimieren. Coriolis formulierte dabei als erster eine genaue mathematische Definition der mechanischen Arbeit.
Als Vorläufer der Begriffsbildung werden auch Descartes und G. W. Leibniz genannt. Leibniz analysierte 1686 auf der Suche nach einem Maß für die „lebendige Kraft“ („vis viva“, heute: kinetische Energie) den freien Fall. Er ging davon aus, dass „tote Kraft“ („vis mortua“, heute Potentielle Energie) sich dabei in lebendige Kraft umwandelt. Die umgewandelte Menge toter Kraft setzte er proportional zur Fallstrecke an, also proportional zur mechanischen Arbeit, die beim Anheben des betreffenden Körpers zu leisten wäre, um die Ausgangssituation des freien Falls wieder herzustellen.

### Beziehung zur Wärme
Der erweiterte Arbeitsbegriff entstand nach der Erfindung der Dampfmaschine aus der Frage, wie viel mechanische Arbeit aus der Zufuhr einer bestimmten Wärmemenge, gegeben durch Verbrennen einer bestimmten Menge Kohle, gewonnen werden kann. Dass Wärme selbst eine Form von Energie darstellt, die sich in unerschöpflicher Menge durch mechanische Arbeit erzeugen lässt, sich dann aber nur teilweise in mechanische Arbeit zurückverwandeln lässt, war durch die Beobachtungen beim Bohren von Kanonenrohren (siehe Benjamin Thompson) und die Dampfmaschine (und ihre Vorläufer) in der ersten Hälfte des 19. Jahrhunderts bekannt. Sadi Carnot erkannte 1824, dass der höchst unterschiedliche Wirkungsgrad der Erzeugung von Arbeit aus Wärme nicht nur mit Reibungs- und Wärmeverlusten zu tun hatte, sondern durch einen grundlegenden Unterschied von Wärme und Arbeit erklärt werden musste. James Prescott Joule wies ab 1843 in einer Reihe von Experimenten nach, dass die Umwandlung einer bestimmten Menge von mechanischer oder elektrischer Arbeit in Wärme immer dieselbe Wärmemenge ergibt. Nachdem Hermann von Helmholtz 1847 den allgemeinen Energieerhaltungssatz formuliert hatte, fand Rudolf Clausius 1850 die Gleichung für den 1. Hauptsatz der Thermodynamik, in heutiger Schreibweise {\displaystyle \Delta U=W+Q}. Darin ist {\displaystyle U} die Innere Energie des Systems, wobei angenommen wird, dass es sich im thermodynamischen Gleichgewicht und in Ruhe befindet. Die Gesamtenergie {\displaystyle E} des Systems ergibt sich aus der inneren Energie, wenn man die kinetische Energie seiner Schwerpunktsbewegung und/oder Rotation addiert.

### Chemische Energie/Reaktionsenergie
1873 gelang es Josiah Willard Gibbs, die Energieumsätze chemischer Reaktionen in den 1. Hauptsatz einzufügen. Er lautet dann {\displaystyle \Delta U=W_{\text{mech}}+\Delta E_{\text{chem}}+Q}. Darin ist {\displaystyle \Delta E_{\text{chem}}=\Sigma _{i}\mu _{i}\Delta N_{i}}. Der Index {\displaystyle i} nummeriert die im System vorhandenen Stoffarten, {\displaystyle \Delta N_{i}} ist die Änderung der Menge der {\displaystyle i}-ten Stoffart und {\displaystyle \mu _{i}} deren chemisches Potential (alles in heutiger Notation). Gibbs bezeichnete jede Form der Energieänderung, die nicht durch den Austausch von Wärme gegeben ist, als Arbeit, das gilt auch für {\displaystyle \Delta E_{\text{chem}}}. Eine entsprechende Bezeichnung wie „chemische Arbeit“ wird aber nur vereinzelt benutzt und hat sich nicht eingebürgert. Als „Wärme“ sollte {\displaystyle \Delta E_{\text{chem}}} aber auch nicht bezeichnet werden, denn dieser Energiebeitrag erfüllt nicht das in der Physik seit etwa 1920 zugrundegelegte Kriterium, nach dem Wärme eine Energieform ist, die von außen in das System eingebracht wird. Dagegen entspricht {\displaystyle \Delta E_{\text{chem}}} dem Unterschied der Bindungsenergien der Moleküle vor und nach der Reaktion und wird mit Reaktionsenergie bezeichnet. Die Summe von Reaktionsenergie und der mechanischen Arbeit, die bei der Reaktion unter konstant gehaltenem Druck durch Volumenänderung geleistet wird, ist die in der Chemie häufig gebrauchte Reaktionsenthalpie. Dessen ungeachtet wird der chemische Energiebeitrag {\displaystyle \Delta E_{\text{chem}}} auch öfter noch Wärme genannt und auch mit dem Symbol {\displaystyle Q} bezeichnet, z. B. im Alltag („Verbrennung erzeugt Wärme“), aber auch im Bereich der Chemie.

### Deutung mithilfe der Statistischen Physik
Eine tiefere mikroskopische Deutung der Begriffe Arbeit und Wärme ergibt sich in der Beschreibung eines Systems sehr vieler Teilchen. Das einfache Modellsystem nicht wechselwirkender Teilchen erlaubt eine mikroskopische Deutung von Wärme und Arbeit. Sind {\displaystyle N} solcher Teilchen mit Besetzungszahlen {\displaystyle n_{i}} auf die Niveaus (oder auf die Phasenraumzellen) mit Energien {\displaystyle E_{i}} verteilt, dann ist die Gesamtenergie
{\displaystyle E_{\text{ges}}=\sum _{i=1}^{N}n_{i}E_{i}.}
Eine infinitesimale Änderung von {\displaystyle E_{\text{ges}}} ist dann
{\displaystyle \mathrm {d} E_{\text{ges}}=\sum _{i=1}^{N}E_{i}\,\mathrm {d} n_{i}+\sum _{i=1}^{N}n_{i}\,\mathrm {d} E_{i}\ .}
Wenn sich das Teilchensystem in einem thermodynamischen Gleichgewichtszustand befindet, dann ist die Gesamtenergie gerade die innere Energie ({\displaystyle E_{\text{ges}}=U}) und es lässt sich zeigen, dass die beiden Summanden in dieser Gleichung den beiden Summanden im 1. Hauptsatz in der Form {\displaystyle \mathrm {d} U=Q+W} entsprechen. Der erste Summand stellt die durch Wärme {\displaystyle Q} zugeführte Energie dar, der zweite Summand die am System geleistete Arbeit, im einfachsten Fall z. B. die Volumenarbeit {\displaystyle W=-p\,\mathrm {d} V}. Das gleiche Ergebnis folgt auch bei quantenmechanischer Behandlung. Wärme ohne Arbeit bedeutet demnach, dass sich die Gesamtenergie durch Änderung der Besetzungszahlen der Energieniveaus erhöht oder erniedrigt, während Arbeit ohne Wärme die Besetzungszahlen unverändert lässt, aber die Lage der Niveaus verschiebt. Letzteres stellt damit das mikroskopische Kriterium für einen adiabatischen Prozess dar.